# Responsible Young Drivers

Logo

Responsible Young Drivers (RYD en abrégé) est une Fondation d'utilité publique, fondée en 1989 en Belgique. Le but social est d'encourager des jeunes (de 17 à 29 ans) à sensibiliser d'autres jeunes dans le domaine de la prévention routière.

## Origines
La Fondation a été créée à l'initiative de Thierry Moreau de Melen, à la suite du décès de son fils Tanguy dans un accident de voiture. Des amis de Tanguy se sont également joints au lancement de l'initiative.

## Structure des antennes en Belgique
Il existe au moins une antenne RYD par province en Belgique. Les bénévoles, qui font partie de ces antennes, sont les acteurs de terrain des diverses actions pendant l'année.

## Activités
- Nuit Européenne Sans Accident (action de sensibilisation en discothèque dans la plupart des pays européens, qui a lieu le 3e samedi d'octobre) ;
- Rapatriement du nouvel an en Belgique, aussi appelé Opération Nez rouge dans d'autres pays ;
- Participation à la Journée Européenne de la Courtoisie sur la Route, par délégation, sous convention, depuis 2008, de l'Association Française de la Prévention des Comportements sur la route.
- Présence à des actions de sensibilisation routière avec un alcokart, des lunettes alco-vision, des éthylotests, des tests de drogues ou simulateur de conduite.
- Module de sensibilisation routière pour les deux dernières années de l'enseignement secondaire.

## International
Le concept de sensibilisation des jeunes par les jeunes s'exporte dans la plupart des pays Européens, grâce notamment à la Nuit Européenne Sans Accidents (NESA).
Depuis 2003, le RYD a décidé de s'installer au Luxembourg afin de travailler avec les acteurs de terrain dans la poursuite des actions de sensibilisation.
Depuis peu, le RYD est également présent aux Pays-Bas.
Depuis 2008, le RYD est partenaire de l'Association Française de Prévention des Comportements sur la route.
l'AFPC a initié la Journée de la Courtoisie sur la route, en 2001. Considérant le rôle majeur de RYD et les opportunités de développement de cette manifestation en faveur de la lutte contre l'insécurité routière, RYD et AFPC agissent ensemble pour le développement européen.
À l'échelon européen, le projet ROSYPE a un but analogue de sensibilisation des jeunes à la sécurité routière.

## Actualités récentes
Rappartiement Nouvel An 31 décembre 2009
- RTL-Tvi
- Le Soir
- La Libre Belgique